# 15e cérémonie des Art Directors Guild Awards
La 15e cérémonie des Art Directors Guild Awards (ADG Awards), organisée par l'Art Directors Guild, s'est déroulé le 5 février 2011 et a récompensé les meilleurs chef décorateur de l'année 2010.

## Palmarès

### Films

#### Film d'époque
- Le Discours d’un roi (The King’s Speech) – Eve Stewart
  - True Grit – Jess Gonchor (en)
  - Shutter Island – Dante Ferretti
  - Robin des Bois (Robin Hood) – Arthur Max
  - Le Grand Jour (Get Low) – Geoffrey Kirkland

#### Meilleurs décors dans un film fantastique
- Le Monde de Narnia : L'Odyssée du Passeur d'Aurore (The Chronicles of Narnia: The Voyage of the Dawn Treader) – Rebecca Cohen, Matt Connors, Ian Gracie, Jacinta Leong, Karen Murphy, Marco Niro, Mark Robins, Barry Robison et Min Yum
- Le Monde de Narnia : L'Odyssée du Passeur d'Aurore (The Chronicles of Narnia: The Voyage of the Dawn Treader) – Helen O'Loan
- Tron : L'Héritage (Tron: Legacy) – Darren Gilford

#### Film de fantasy, fantastique ou science-fiction
- Inception – Guy Hendrix Dyas
  -  Harry Potter et les Reliques de la Mort - 1re partie (Harry Potter and the Deathly Hallows – Part 1) – Stuart Craig
  - Alice au pays des merveilles (Alice in Wonderland) – Robert Stromberg
  - Le Monde de Narnia : L'Odyssée du Passeur d'Aurore (The Voyage of the Dawn Treader) – Barry Robison

#### Film contemporain
- Black Swan – Thérèse DePrez
  - The Social Network – Donald Graham Burt
  - Fighter (The Fighter) – Judy Becker (en)
  - The Town – Sharon Seymour
  - 127 heures (127 Hours) – Suttirat Anne Larlarb

### Télévision

#### One-Hour Single Camera Television Series
- Mad Men – Dan Bishop (Épisode: Public Relations)
  - True Blood – Suzuki Ingerslev (Épisode: Trouble)
  - Glee – Mark Hutman (Épisode: Britney/Brittany)
  - Les Tudors – Tom Conroy (Épisode: #407)
  - 24 heures chrono (24) – Carlos Barbosa (Épisode: 4:00 pm - 5:00 pm)

#### Television Movie or Mini-Series
- Secrets in the Wall – Robb Wilson King
  - Les demoiselles d'honneur s'en mêlent (Revenge of the Bridesmaids) – Marcia Hinds

#### Half Hour Single-Camera Television Series
- Modern Family – Richard Berg (Épisode: Halloween)
  - 30 Rock – Keith Ian Raywood (Épisode: Live Show)
  - Outsourced – Joseph P. Lucky (Épisode: Home for the Diwalidays)
  - United States of Tara – Cabot McMullen (Épisode: Trouble Junction)
  - Community – Derek R. Hill (Épisode: Basic Rocket Science)

#### Multi-Camera Variety or Unscripted Series
- Saturday Night Live – Keith Ian Raywood, Eugene Lee, Akira Yoshimura et N. Joseph Detullio (Épisode: Betty White, Musical Guest – Jay-Z)
  - How I Met Your Mother – Stephan Olson (Épisode: Natural History)
  - Hell's kitchen – John Janvas (Épisode: Episode #810)
  - Conan – John Shaffner (Épisode: Episode 1.1)
  - Mon oncle Charlie – John Shaffner (Épisode: Hookers, Hookers, Hookers)

#### Awards, Music, or Game Shows
- 82e cérémonie des Oscars (82th Annual Academy Awards) – David Rockwell
  - MTV Video Music Awards 2010 – Florian Wieder
  - 62e cérémonie des Primetime Emmy Awards (62th Annual Emmy Awards) – Steve Bass
  - 67e cérémonie des Golden Globes (67th Annual Golden Globes Awards) – Brian Stonestreet
  - Superbowl XLIV Halftime Show – Bruce Rodgers

#### Commercial, Promo, PSA or Music Video
- DOS EQUIS - Ice Fishing – Jesse B. Benson
  - FARMERS INSURANCE - Frozen Pipes – Ken Averill
  - CAPITAL ONE - Rapunzel – Jeremy Reed
  - FORD FIESTA - Launch – Floyd Albee
  - MILK - The Dentist – Jeffrey Beecroft

### Spéciales

#### Outstanding Contribution to Cinematic Imagery
- Syd Dutton
- Bill Taylor

#### Lifetime Achievement Award
- Patricia Norris

#### Hall of Fame Inductees
- Alexander Golitzen (1908–2005)
- Albert Heschong (1919–2001)
- Eugene Lourie (1903–1991)